# Pjotr Petrowitsch Semjonow-Tjan-Schanski

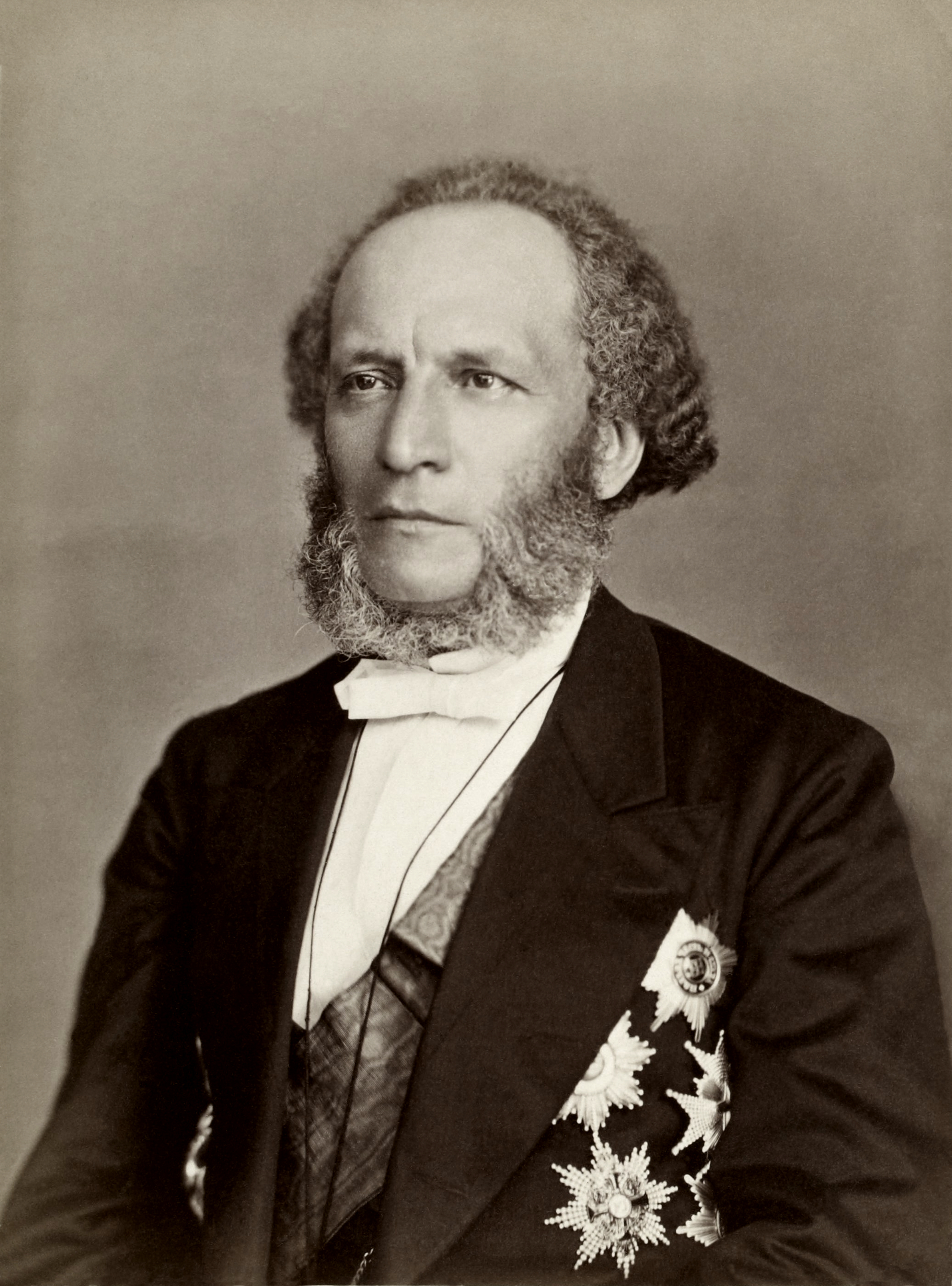
Pjotr Petrowitsch Semjonow

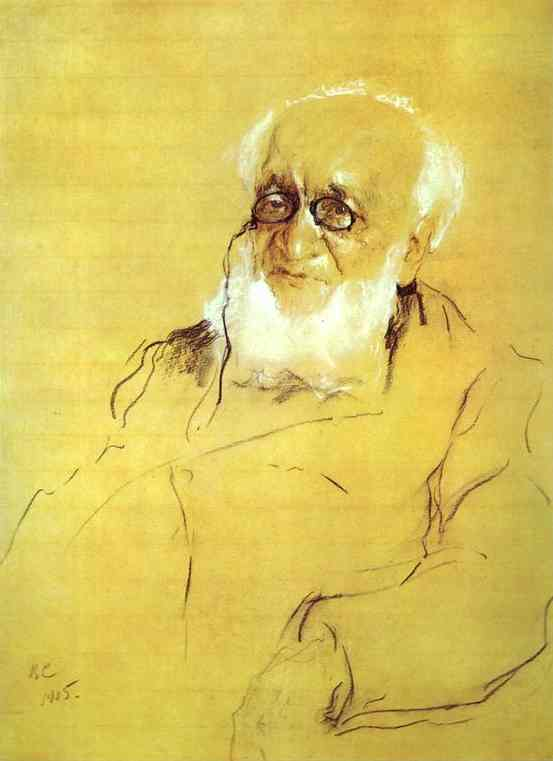
Porträt Semjonows von Walentin Serow (1905)

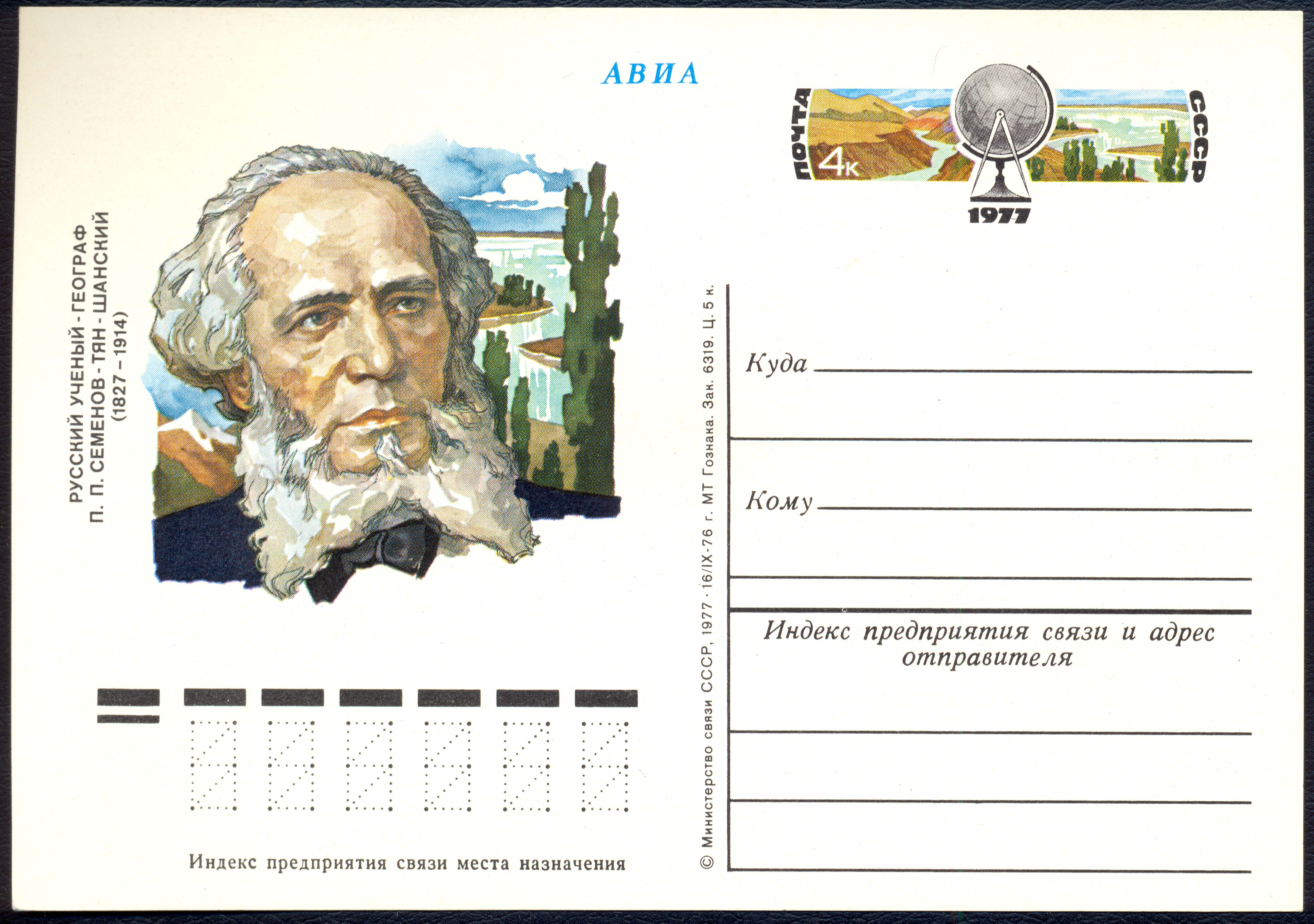
Sowjetische Sonderpostkarte von 1977 zu Semjonows 150. Geburtstag

Pjotr Petrowitsch Semjonow-Tjan-Schanski (russisch Пётр Петрович Семёнов-Тян-Шанский; geboren als Pjotr Petrowitsch Semjonow; * 2.jul. / 14. Januar 1827greg. in Rjasanka, Russisches Reich; † 26. Februarjul. / 11. März 1914greg. in Sankt Petersburg) war ein russischer Geograph, Botaniker und Entomologe und Zentralasienforscher. Sein botanisches Autorenkürzel lautet Semen.
Semjonow-Tjan-Schanski gehört zu den Geographen des 19. Jahrhunderts, die sowohl die explorative Geographie betrieben, sich um große länderkundliche Werke bemühten und sich auch mit ihrem Wissen und Können in das gesellschaftliche Leben einbrachten.

## Leben
Semjonow war Sohn eines Gardeoffiziers und Gutsbesitzers. Er ging nach dem Studium an der physikalisch-mathematischen Fakultät der Universität St. Petersburg ab 1853 für zwei Jahre nach Italien, Österreich, die Schweiz und Deutschland zur Weiterbildung seiner Einsichten in die Geowissenschaften. In Berlin traf er Alexander von Humboldt und hörte Vorlesungen von Carl Ritter, der gern die Zustimmung gab, sein Asienwerk ins Russische zu übersetzen und mit den Ergänzungen zu versehen, die sich aus den zwischenzeitlichen Forschungen ergeben hatten. Der erste Band erschien im Jahr 1856.
1856 begab sich Semjonow auf seine Expedition zum Tienschan über Semipalatinsk mit Stützpunkten in Almaty und Shalanasch, von denen aus Stichtouren unternommen wurden. Die Expedition bestand aus Kosaken, bis zu 40 Kasachen und anderen Einheimischen. Man musste mit Überfällen von Gruppierungen rechnen, die sich gegen die russische Expansion auflehnten, während andere um Schutz vor deren Drangsalierungen baten und denen Semjonow seine rein friedliche Mission klarmachen musste.
Mit den Befunden vor allem an der imposanten Pyramide des Khan Tengri widerlegte der Forscher seine eigene Hypothese, dass es in den ariden Gebieten Innerasiens keine Gletscher geben könne. Aus den Befunden zu Geologie und Orographie aus Transili-Alatau, Kungei-Alatau, Terskej-Alatau und der Hauptkette des Tienschan  widerlegte er die aus einem Analogieschluss zu den Anden geborenen Auffassung Humboldts von Vulkanismus im Tienschan. Er gelangte zu vertieften Einsichten über die Quellflüsse Naryn – Syr-Darja, Aksu – Tarim, Tekes – Ili, Tschüi und anderen. Andererseits fand er Humboldts Höhenzonierung von Klima und Vegetation deutlich bestätigt und Semjonow dokumentierte in ihr eine charakteristische Differenzierung der Agrarwirtschaft. Auf der Rückreise 1857 untersuchte er den Dsungarischen Alatau und das Tarbagataigebirge.
Semjonow gehörte zu den Intellektuellen, die in der Krise Russlands nach dem verlorenen Krimkrieg eine Möglichkeit für Veränderungen im Land sahen. 1861 wurde das Gesetz zur Abschaffung der Leibeigenschaft verabschiedet, an dem Semjonow als bevölkerungsgeographischer Experte zwei Jahre mitgearbeitet hatte. 1864 übernahm er die Leitung des gerade gegründeten Statistischen Komitees des Russischen Reiches, für die er sich mit der Herausgabe einer mehrbändigen statistischen Enzyklopädie empfohlen hatte. Den erfolgreichen Aufbau des Statistischen Dienstes stellte er 1869 mit einer (Probe-)Volkszählung in St. Petersburg unter Beweis. 1872 gewann er großes Ansehen mit dem glänzend organisierten VIII. Internationalen Statistischen Kongress in St. Petersburg. Schließlich krönte die erste Volkszählung im Russischen Imperium überhaupt 1897 seine Bemühungen. In diesem Zusammenhang ist seine Berufung als mehrjähriges Mitglied des Staatsrates zu sehen, was heute mit dem Rang eines Ministers zu vergleichen wäre.
Statistik und Geographie befruchteten sich bei Semjonow gegenseitig. Für die Organisation der Volkszählung legte er ökonomische Rayons zu Grunde, für deren Konstitution umfangreiche geographische und auch soziologische Studien vorausgehen mussten. Umgekehrt bereicherten statistische Berichte seine landeskundlichen Kenntnisse. Neben zahlreichen kleineren Arbeiten belegen das zwei mehrbändige Veröffentlichungen 1881 bis 1885 und 1899 bis 1914, für die Semjonow als Herausgeber zeichnete, aber große Teile selbst verfasste.
1849 wurde er Mitglied der 1845 gegründeten Russischen Geographischen Gesellschaft. 1873 übernahm er von Friedrich Benjamin von Lütke die Vizepräsidentschaft der Gesellschaft. Die Präsidentschaft hatte üblicherweise ein Mitglied der Zarenfamilie inne, die Arbeit leistete der Vizepräsident, der großen Anteil an der Erforschung Innerasiens hatte, indem er Nikolai M. Prschewalski, Grigori N. Potanin, Wsewolod I. Roborowski (1856–1910), Nikolai A. Sewerzow, Iwan W. Muschketow (1850–1902), Peter K. Koslow und anderen gute Wünsche, die erforderlichen Mittel und präzise Instruktionen mit auf dem Weg gab. Im Dezember 1873 wurde er Ehrenmitglied der Russischen Akademie der Wissenschaften in St. Petersburg.
Auch nach seinem Ausscheiden aus dem Staatsdienst setzte Semjonow seine hohe Autorität ein, zum einen durch eine Denkschrift zum Bau der Transsibirischen Eisenbahn, zum anderen für wohltätige Zwecke wie z. B. eine Hilfsorganisation für Kinder, deren Väter im Russisch-Japanischen Krieg gefallen waren.
Semjonow war ein Liebhaber und profunder Kenner der holländischen Malerei. Die von ihm gesammelten Gemälde sind in der Eremitage in Petersburg ausgestellt.

## Ehrungen
Semjonow erhielt viel Anerkennung für sein produktives Schaffen und zahlreiche Ehrungen. U. a. wurde ihm für seine Verdienste 1906 der ehrende Namenszusatz „Tjan-Schanski“ vom Zaren höchstpersönlich verliehen. Die sowjetischen Geographen zollten ihm große Hochachtung, und insbesondere sein Sohn, der Bevölkerungsgeograph und -kartograph Weniamin P. Semjonow-Tjan-Schanski (1870–1942) und der Ökonomgeograph Wadim W. Pokschischewski (1905–1984) standen in seinem Erbe. Der kirgisische Ort Balyktschy beherbergt ein Museum zu seinen Ehren. Der 4895,4 m hohe Pik Semjonow-Tjan-Schanski, der höchste Gipfel im Kirgisischen Gebirge, und der wenige Kilometer nördlich des Khan Tengri gelegene 5816 m hohe Pik Semjonow sowie der Semjonow-Gletscher im äußersten Osten Kirgisistans an der Grenze zu Kasachstan am Dreiländereck mit China sind nach ihm benannt.

## Werke
- Colin Thomas (Hrsg.): Travels in the Tian'-Shan' 1856–1857. Übersetzt von Liudmila Gilmour, Colin Thomas und Marcus Wheeler. The Hakluyt Society, London 1998, ISBN 0-904180-60-3.
- K. Ritter: Zemlevedenie Azii. (Geographie Asiens). Übersetzt und ergänzt von P. P. Semenov. 5 Teile. St. Petersburg: 1856–1879.
- P. v. Semenow’s Erforschungsreisen in Inner-Asien 1857, seine Aufnahmen des Alpensee’s Issyk Kul und anderer Theile. In: Petermanns Mitteilungen. Band 4, Heft 9, 1858, S. 351–369. Karte 1:2870000, 2 Skizzen und 3 Profile.
- Geografičesko-statističeskij slovar‘ Rossijskoj Imperii. [Geographisch-statistisches Lexikon des Russischen Reiches]. 5 Bände. St. Petersburg 1863, 1865, 1867, 1870, 1885.
- Živopisnaja Rossija (Pittoreskes Russland). 12 Teile. Hrsg. v. P. P. Semenev. St. Petersburg / Moskva 1881–1885.
- P. P. Semenov, V. P. Lamanski (Hrsg.): Rossija. Polnoe geogr. Opisanie našego otečestva … (Russland. Vollständige geogr. Beschreibung unseres Vaterlandes …) 19 Bände. St. Petersburg: 1899–1913.